# European Rover Challenge

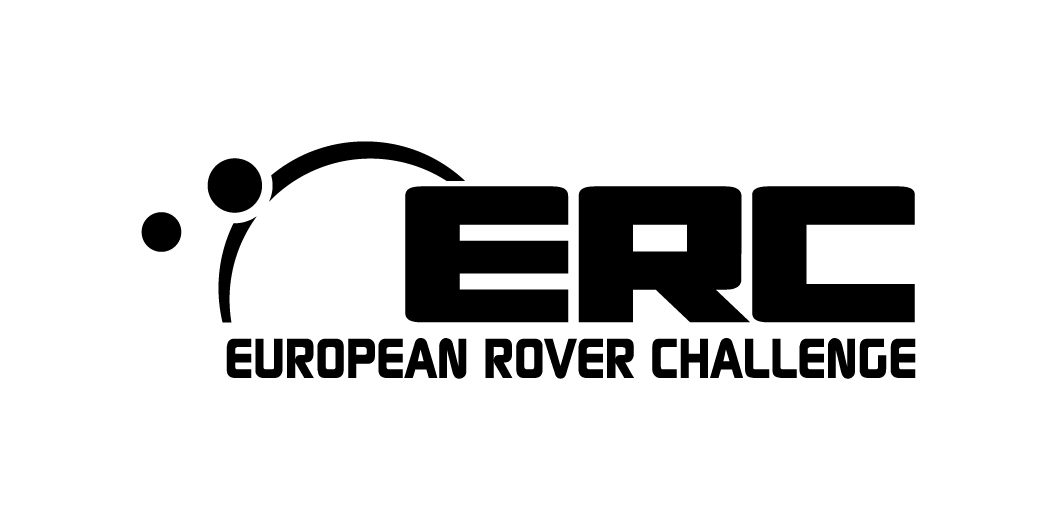
Logo soutěže European Rover Challenge

European Rover Challenge (ERC, ERC Space & Robotics) je mezinárodní soutěž vesmírných vozítek, tzv. roverů, která se koná v Polsku. První ročník soutěže se konal v roce 2014 v Regional Science and Technology Centre in Chęciny. V roce 2024 se soutěž uskuteční 6.-8. září 2024 v AGH University of Krakow.
ERC je největší robotická událost spojená s vesmírem v Evropě. Je cílená na vědce, zástupce průmyslu i širokou veřejnost.
Českou republiku v soutěži reprezentují dva univerzitní studentské týmy - RoverOva z ostravské VŠB a CTU Robotics z ČVUT v Praze.
Soutěž se od roku 2020 dělí na dvě verze. Prezenční formu ERC On-Site a dálkovou formu ERC Remote. Obě formy soutěže obsahují několik soutěžních úkolů, které se snaží soutěžní týmy splnit.

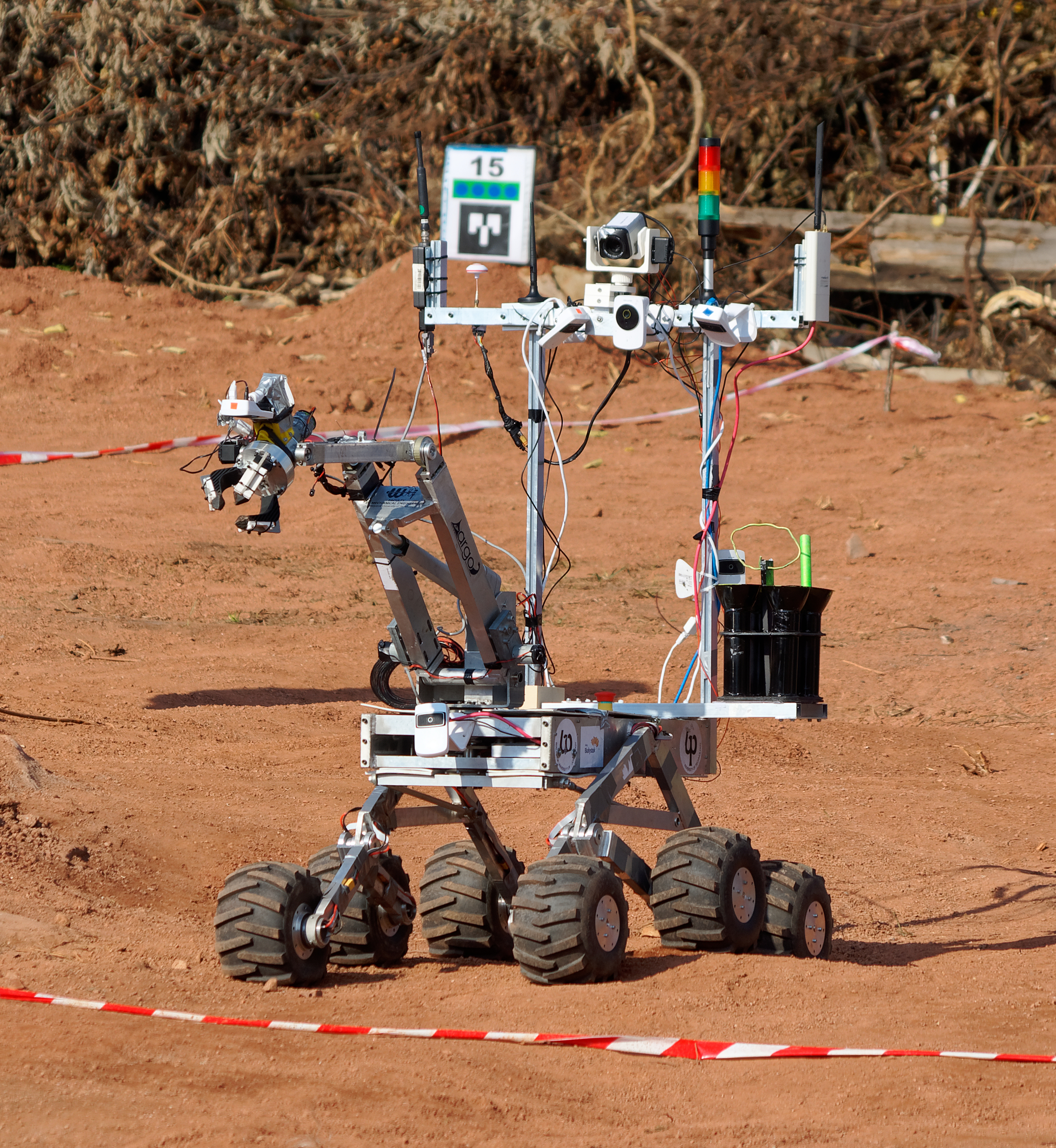
Soutěžní rover (ERC 2018)

## Historie
Do roku 2020 byli všechny roboty a jejich operátoři fyzicky přítomni v místě konání soutěže (on-site). V roce 2020 se soutěž kvůli pandemii covidu-19 překlopila do vzdáleného režimu přístupu, kdy soutěžící z několika kontinentů vzdáleně řídili roboty umístěné na uměle vytvořeném povrchu Marsu v kampusu Technické Univerzity Kielce v Polsku. V roce 2021 se organizátoři sice opět vrátili k prezenční formě soutěže, dálková forma zůstala zachována a týmy se dodnes mohou účastnit obou verzí současně.

### Prezenční forma ERC On-Site
V prezenční formě se univerzitní týmy celý rok zabývají vývojem a stavbou autonomního Marsovského vozítka dle pravidel soutěže. Každý tým se skládá ze studentů zaměřených na mechatroniku, automatizaci, robotiku, autonomní řízení, komunikaci a navigaci. Dalšími odvětvími jsou například management týmu, marketing či finance.
Cílem je předvést výsledky při plnění zadaných úloh: navigace, mapování terénu, sběr a analýza vzorků, obsluha řídícího panelu s pomocí robotického ramena, sběr sond, prezentace a jiné.

### Dálková forma ERC Remote
Soutěžní týmy mají k dispozici stejný hardware, každý však vyvíjí své řídící algoritmy a software. Hodnocenou součástí je v neposlední řadě i prezentace projektu. 